# Bahnstrecke Squa Pan–Stockholm
| Streckenlänge: | 76,8 km              |                                    |                                    |
| Spurweite: | 1435 mm (Normalspur) |                                    |                                    |
| Zweigleisigkeit: | –                    |                                    |                                    |
| |                      |                                    |                                    |
| Gesellschaft: | MNR                  |                                    |                                    |
| \| \| \| von Oakfield \| \| \| \| 0,0 \| Squa Pan ME \| Squa Pan ME \| \| \| \| nach Ashland \| \| \| \| \| Westarm des Squa Pan Lake \| \| \| \| ? \| Nowland ME \| Nowland ME \| \| \| ? \| Midway ME \| Midway ME \| \| \| 15,6 \| Walker ME \| Walker ME \| \| \| \| Ostarm des Squa Pan Lake \| \| \| \| ? \| Hay ME \| Hay ME \| \| \| ? \| Chapman ME \| Chapman ME \| \| \| 28,7 \| Mapleton ME \| Mapleton ME \| \| \| \| nach Presque Isle \| \| \| \| 34,3 \| State Road ME \| State Road ME \| \| \| 39,3 \| Shaw ME \| Shaw ME \| \| \| ? \| Wade Road ME \| Wade Road ME \| \| \| \| Aroostook River \| \| \| \| \| Verbindungsgleis zur AVR \| \| \| \| 41,8 \| Washburn ME BAR Station \| Washburn ME BAR Station \| \| \| \| Strecke Washburn–Perham Road \| \| \| \| 49,1 \| Perham ME \| Perham ME \| \| \| 54,1 \| Spaulding ME \| Spaulding ME \| \| \| 58,3 \| Hanford ME \| Hanford ME \| \| \| 63,6 \| Blackstone ME (früher Westmanland) \| Blackstone ME (früher Westmanland) \| \| \| ? \| Axel ME \| Axel ME \| \| \| \| von St.-Leonard \| \| \| \| 76,8 \| Stockholm ME \| Stockholm ME \| \| \| \| nach Houlton \| \| |                      |                                    |                                    |
| Strecke |                      | von Oakfield                       | von Oakfield                       |
| Dienststation / Betriebs- oder Güterbahnhof | 0,0                  | Squa Pan ME                        | Squa Pan ME                        |
| Abzweig geradeaus, nach links und von links |                      | nach Ashland                       | nach Ashland                       |
| Brücke über Wasserlauf |                      | Westarm des Squa Pan Lake          | Westarm des Squa Pan Lake          |
| ehemaliger Haltepunkt / Haltestelle | ?                    | Nowland ME                         | Nowland ME                         |
| ehemaliger Haltepunkt / Haltestelle | ?                    | Midway ME                          | Midway ME                          |
| ehemaliger Bahnhof | 15,6                 | Walker ME                          | Walker ME                          |
| Brücke über Wasserlauf |                      | Ostarm des Squa Pan Lake           | Ostarm des Squa Pan Lake           |
| ehemaliger Haltepunkt / Haltestelle | ?                    | Hay ME                             | Hay ME                             |
| ehemaliger Haltepunkt / Haltestelle | ?                    | Chapman ME                         | Chapman ME                         |
| Dienststation / Betriebs- oder Güterbahnhof | 28,7                 | Mapleton ME                        | Mapleton ME                        |
| Abzweig ehemals geradeaus, nach rechts und ehemals von rechts |                      | nach Presque Isle                  | nach Presque Isle                  |
| Bahnhof (Strecke außer Betrieb) | 34,3                 | State Road ME                      | State Road ME                      |
| Bahnhof (Strecke außer Betrieb) | 39,3                 | Shaw ME                            | Shaw ME                            |
| Haltepunkt / Haltestelle (Strecke außer Betrieb) | ?                    | Wade Road ME                       | Wade Road ME                       |
| Brücke über Wasserlauf (Strecke außer Betrieb) |                      | Aroostook River                    | Aroostook River                    |
| Abzweig geradeaus und von rechts (Strecke außer Betrieb) |                      | Verbindungsgleis zur AVR           | Verbindungsgleis zur AVR           |
| Bahnhof (Strecke außer Betrieb) | 41,8                 | Washburn ME BAR Station            | Washburn ME BAR Station            |
| Kreuzung (Strecken außer Betrieb) |                      | Strecke Washburn–Perham Road       | Strecke Washburn–Perham Road       |
| Bahnhof (Strecke außer Betrieb) | 49,1                 | Perham ME                          | Perham ME                          |
| Bahnhof (Strecke außer Betrieb) | 54,1                 | Spaulding ME                       | Spaulding ME                       |
| Bahnhof (Strecke außer Betrieb) | 58,3                 | Hanford ME                         | Hanford ME                         |
| Bahnhof (Strecke außer Betrieb) | 63,6                 | Blackstone ME (früher Westmanland) | Blackstone ME (früher Westmanland) |
| Haltepunkt / Haltestelle (Strecke außer Betrieb) | ?                    | Axel ME                            | Axel ME                            |
| Abzweig geradeaus, nach links und von links (Strecke außer Betrieb) |                      | von St.-Leonard                    | von St.-Leonard                    |
| Bahnhof (Strecke außer Betrieb) | 76,8                 | Stockholm ME                       | Stockholm ME                       |
| Strecke (außer Betrieb) |                      | nach Houlton                       | nach Houlton                       |

Die Bahnstrecke Squa Pan–Stockholm ist eine Eisenbahnstrecke in Maine (Vereinigte Staaten). Sie ist rund 77 Kilometer lang und verbindet die beiden in Nordsüdrichtung verlaufenden Strecken Oakfield–Fort Kent und Houlton–Saint-Leonard. Die normalspurige Strecke ist größtenteils stillgelegt. Nur der Abschnitt Squa Pan–Mapleton wird noch durch die Maine Northern Railway ausschließlich im Güterverkehr betrieben.

## Geschichte
Nachdem die Hauptstrecken der Bangor and Aroostook Railroad (BAR) 1897 fertiggestellt waren, war das Gebiet zwischen diesen beiden in Nord-Süd-Richtung verlaufenden Strecken noch unerschlossen. Um dieses Gebiet ans Eisenbahnnetz anzubinden und gleichzeitig eine Querverbindung zwischen den Strecken zu schaffen, die einen schnelleren Güterverkehr von Bangor in Richtung Nordosten ermöglichen sollte, plante die BAR die Washburn Extension, die auch einen Abzweig nach Presque Isle beinhaltete.
Am 20. Juni 1910 ging die Strecke Squa Pan–Stockholm in Betrieb. In Stockholm legte man ein Gleisdreieck an, damit die Güterzüge ohne Rangieren sowohl in Richtung Van Buren als auch in Richtung Caribou fahren konnten. Der Personenverkehr spielte auf der Strecke nur eine untergeordnete Rolle und wurde 1951 eingestellt. Der Güterverkehr zwischen Blackstone und Stockholm endete 1986, zwischen Washburn und Blackstone 1991 und zwischen Mapleton und Washburn etwa 2002. Auf der Reststrecke betrieb ab 2003 die Montreal, Maine and Atlantic Railway den Verkehr, am 1. Juli 2011 folgte ihr die Maine Northern Railway. Die Strecke stellt nach Stilllegung der BAR-Hauptstrecke zwischen Houlton und Presque Isle die einzige Gleisverbindung in Richtung Presque Isle und Caribou dar.

## Streckenbeschreibung
In Squa Pan zweigt die Strecke von der Bahnstrecke Oakfield–Fort Kent ab und führt zunächst in Richtung Osten. Kurz hinter dem Abzweig überquert die Bahn über eine Brücke den westlichen Arm des U-förmigen Squa Pan Lake. In Midway biegt die Trasse nach Norden ab und überquert bei Walker den östlichen Arm des Sees. Die Strecke verläuft kurvenreich weiter in Richtung Nordosten. In Mapleton zweigt in Richtung Osten die Strecke nach Presque Isle ab. 
Die Strecke nach Stockholm ist ab hier stillgelegt und abgebaut. Sie führt weiter nach Norden über den Aroostook River bis Washburn, wo sie auf die ehemalige Trasse der Aroostook Valley Railroad trifft. Bis Hanford verläuft die Trasse in Richtung Nordwesten um dann nach Nordosten abzubiegen. Östlich des Madawaska Lake erreicht die Strecke den Knotenbahnhof Stockholm.

## Personenverkehr
Die Bahnstrecke Squa Pan–Stockholm diente in erster Linie dem Güterverkehr. Für den Personenverkehr stand nur ein werktäglich verkehrendes Zugpaar zur Verfügung. Anfangs verkehrte der Zug auf der Relation Squa Pan–Stockholm–Fort Kent, ab etwa 1930 verkehrte er über Squa Pan hinaus von und nach Houlton. Bis etwa 1912 verkehrte ein weiterer Zug auf der Relation Ashland–Presque Isle, der die Strecke zwischen Squa Pan und Mapleton befuhr.
Die Reisezeit zwischen Squa Pan und Stockholm betrug laut dem Fahrplan vom 28. September 1913 wie auch nach dem Fahrplan vom 8. Januar 1934 eine Stunde und 50 Minuten.